# Bagna cauda
Pour les articles homonymes, voir Bagna.
La bagna cauda, aussi orthographiée bagna càuda, bagna caoda, bagna caôda, (en provençal bagna caudo selon la graphie mistralienne ou banha cauda selon la graphie classique) est une sauce de la cuisine provençale et piémontaise comparable à l'anchoïade provençale, dont elle tire son origine.

## Caractéristiques
Il s'agit d'une sauce chaude à base d'anchois, d'ail et d'huile d'olive, dans laquelle chaque convive trempe des crudités (carde, poivron, carotte, courgette, radis, céleri) à la manière d'une fondue. Pratiquement tous les légumes peuvent être utilisés. Un dicton piémontais dit : « Con la caoda bagna ogni verdura as cumpagna » (« Avec la bagna cauda, chaque légume s'accompagne »).

## Histoire

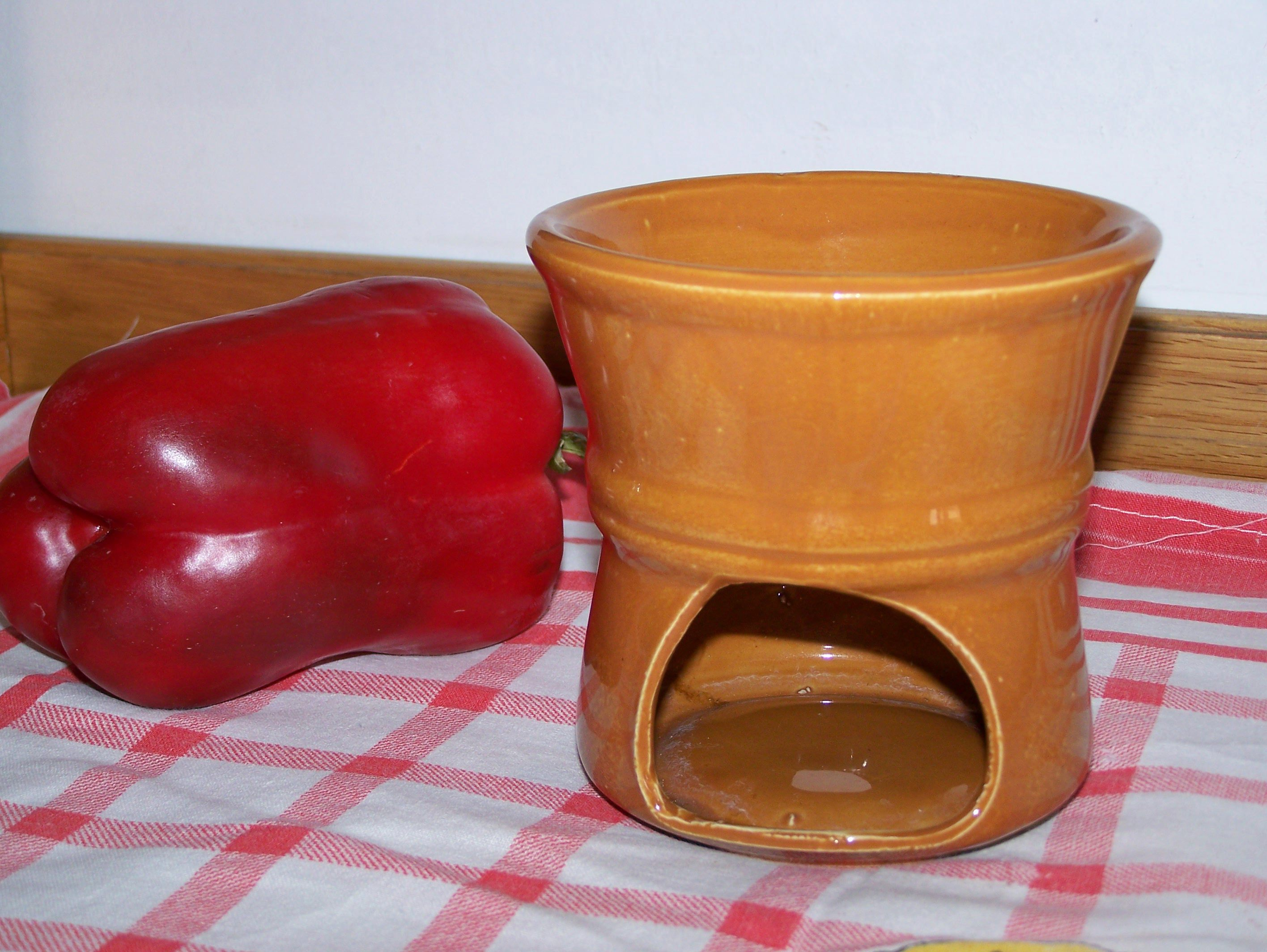
Le fojòt.

La bagna cauda est une recette que l'on retrouve aussi en Provence : l'anchoïade provençale, sous sa forme de fondue provençale, se révèle en effet très proche de la version piémontaise de ce mets, les anchois étaient d'ailleurs très communes dans le Piémont littoral surtout à Nice. La bagna cauda piémontaise prend ses origines dans la route du sel grâce à laquelle les marchands de la région d'Asti ont pu exporter la recette de l'anchoïade. La recette a connu un franc succès, notamment auprès des vignerons du Monferrat où la bagna cauda était consommée après une journée de moisson ou de vendanges. C'était l'occasion d'un repas familial autour du feu, où, sur une grille, avait été placé un récipient en terre cuite (peila), dans lequel étaient fondus avec de l'huile d'olive des gousses d'ail écrasées et des filets d'anchois. Ces derniers, tout comme l'huile d'olive, quasi exotiques à cette époque, arrivaient depuis le XVIIe siècle en grande partie de la Ligurie et de la Provence par les différentes routes du sel ou chemins muletiers.  
Chaque convive trempait ses légumes (crus et cuits), en particulier des cardes cuites (et crues pour la carde gobbo) à la vapeur, des betteraves, des choux, des pommes de terre, des oignons cuits au four, du pain grillé et surtout de la polenta fritte en bâtonnets. Les poivrons sont présentés crus ou frits, quelquefois confits dans du vinaigre de vin, méthode conservée des anciens repas de vendange où ils étaient « cuits » dans les rafles en fermentation des raisins.
Dans d'autres régions du Piémont, la recette a été enrichie, par exemple dans la région de Saluces, où l'huile de noix est remplacée par de la crème, et autour de Coni, où l'on rajoute du fromage râpé.
Ce plat est actuellement consommé principalement en automne et en hiver. On utilise un récipient en argile, le fojòt, pour maintenir la sauce chaude (cauda). Les légumes sont trempés (bagna) dans la sauce en utilisant de longues piques dentées ou des fourchettes identiques à celles de la fondue.